# Урсею
Урсею (рум. Urseiu) — село у повіті Димбовіца в Румунії. Входить до складу комуни Вішинешть.
Село розташоване на відстані 87 км на північний захід від Бухареста, 24 км на північ від Тирговіште, 58 км на південь від Брашова.

## Населення
За даними перепису населення 2002 року у селі проживали 826 осіб, усі — румуни. Усі жителі села рідною мовою назвали румунську.